# Carlos Berlocq
Carlos Alberto Berlocq (* 3. Februar 1983 in Chascomús) ist ein ehemaliger argentinischer Tennisspieler.

## Leben und Karriere

### Bis 2004: Erste Erfolge bei Future-Turnieren
Carlos Berlocq begann im Alter von vier Jahren mit dem Tennisspielen. Ab dem Jahr 2000 spielte er auf Future-Turnieren in Südamerika und konnte dort schon bald erste Matches gewinnen. 2001 erreichte er in Bolivien sein erstes Finale. Im Juni 2002 hatte Berlocq eine Erfolgsserie, als er innerhalb eines Monats 18 von 19 Matches und insgesamt drei Future-Turniere in Mexiko und Chile gewann. Dadurch stieg er in der Tennisweltrangliste in die Top 400 ein und konnte von da an auf Turnieren der ATP Challenger Tour spielen. Da er sich hier jedoch zunächst nicht durchsetzen konnte, spielte er in der zweiten Jahreshälfte von 2003 wieder Future-Turniere und hatte hier wieder eine enorme Erfolgsquote: Bei sechs Turnieren hintereinander erreichte er stets mindestens das Halbfinale, drei Turniere davon konnte er gewinnen. Auch 2004 erreichte er sechs Future-Finals in Folge, von denen er drei gewann. Im August 2004 konnte er dann in Manta erstmals ein Challenger-Finale erreichen, das er gegen Giovanni Lapentti verlor. Bis Ende des Jahres gewann er 10 Futures im Einzel und 12 Futures im Doppel. Danach trat er nicht mehr auf dieser Tour an.

### 2005–2006: Challenger-Titel, Einstieg in die Top 100 und Grand-Slam-Debüt
Ein knappes Jahr später gewann Berlocq im Mai 2005 in Turin seinen ersten Challenger-Titel. Da er mittlerweile in den Top 200 der Weltrangliste stand, spielte er nun nur noch Challenger-Turniere, und versuchte zudem, sich für ATP-Turniere zu qualifizieren. Dies gelang ihm erstmals im Juli 2005 in Stuttgart, er verlor jedoch in der ersten Runde gegen Răzvan Sabău. Im weiteren Jahresverlauf konnte Berlocq in Cordenons und Buenos Aires zwei weitere Challenger-Titel gewinnen und erreichte dadurch im November 2005 zum ersten Mal einen Platz unter den Top 100.
Dank seiner Platzierung war Berlocq im Januar 2006 für die Australian Open direkt qualifiziert; er verlor dort in vier knappen Sätzen gegen Björn Phau. In den folgenden Monaten spielte er mehrere ATP-Turniere, konnte jedoch nur bei drei von dreizehn Turnierteilnahmen die zweite Runde erreichen. Bemerkenswert war dabei sein erster Sieg auf ATP-Ebene: Beim Masters-Turnier von Miami besiegte er die US-amerikanische Nachwuchshoffnung Donald Young glatt mit 6:0, 6:0. Das Zweitrundenmatch gegen James Blake verlor er dann jedoch ebenfalls mit 0:6, 0:6. Auch seine beiden Debütauftritte bei den French Open und in Wimbledon endeten mit glatten Erstrundenniederlagen. Das Erreichen der zweiten Runde in Umag im Juli 2006 war das vorerst letzte ATP-Match Berlocqs, da er in der Rangliste wieder aus den Top 100 gefallen war und daher wieder Challenger-Turniere spielen musste. Nach einer Finalniederlage in Belém im September 2006 konnte Carlos Berlocq im November 2006 in Naples seinen vierten Challenger-Titel feiern.

### 2007–2009: Erstes ATP-Halbfinale, Verletzungspause und Comeback
Zu Beginn des Jahres 2007 konnte Berlocq in Viña del Mar zum ersten Mal ein ATP-Viertelfinale erreichen, was ihm durch zwei Siege in der im Round-Robin-Verfahren ausgetragenen Vorrunde gelang. Im ersten Match besiegte er mit dem ehemaligen French-Open-Sieger Gastón Gaudio dabei erstmals einen Spieler aus den Top 50 der Weltrangliste. Berlocq selber stieg nach einem Challenger-Titel in Barletta wieder in die Top 100 ein und war damit für die French Open direkt qualifiziert. Dort konnte er gegen den an Position 30 gesetzten Julien Benneteau sein erstes Grand-Slam-Match gewinnen, schied dann aber in der zweiten Runde gegen Potito Starace aus. Im Doppel konnte er an der Seite von Pablo Cuevas sogar das Achtelfinale erreichen. Beim ATP-Turnier von ’s-Hertogenbosch besiegte er den ehemaligen Weltranglistenersten Juan Carlos Ferrero. Nach seinem zweiten Challenger-Titel in Turin konnte er im Juli 2007 in Umag zum zweiten Mal ein ATP-Viertelfinale erreichen. Bei den US Open schied Berlocq in der ersten Runde gegen Radek Štěpánek aus, doch dafür erreichte er zwei Wochen später in Bukarest zum ersten Mal das Halbfinale eines ATP-Turniers. Gegen den späteren Turniersieger Gilles Simon konnte er zwar den ersten Satz gewinnen, unterlag dann aber doch klar in drei Sätzen. In den folgenden Wochen erreichte Berlocq mit Rang 66 seine bis dahin beste Platzierung in der Weltrangliste.
Im Jahr 2008 konnte Berlocq nicht an die Erfolge des Vorjahres anknüpfen: Nachdem er im Februar in Viña del Mar wie im Vorjahr das Viertelfinale erreicht hatte, konnte er danach nur noch ein weiteres ATP-Einzelmatch gewinnen. Im Juli 2008 erreichte er im Doppel an der Seite von Fabio Fognini in Umag erstmals ein ATP-Finale. Vom August 2008 bis August 2009 bestritt Berlocq wegen einer Verletzung am rechten Handgelenk nur drei Turniere und fiel daher in der Weltrangliste bis auf Platz 730. Sein Comeback startete er auf Challenger-Turnieren in Italien und konnte dort schon bei seinem vierten Turnier in Genua wieder ein Finale erreichen. Bis zum Jahresende war er wieder auf Platz 255 der Weltrangliste gestiegen.

### 2010–2011: ATP-Doppeltitel, weitere Challenger-Einzeltitel und Wiedereinstieg in die Top 100
Im Februar 2010 qualifizierte Berlocq sich beim ATP-Turnier von Costa do Sauípe für das Hauptfeld und erreichte dort das Viertelfinale. Nach einem Challenger-Finale im Mai 2010 in Alessandria konnte Berlocq im Juni 2010 in Reggio nell’Emilia seinen ersten Challenger-Titel nach fast drei Jahren feiern. Nur zwei Wochen später folgte in San Benedetto der nächste Titel und damit verbunden auch der Wiedereinstieg in die Top 100 der Weltrangliste. Im Juli 2010 konnte Berlocq im Doppel an der Seite von seinem Landsmann Eduardo Schwank in Stuttgart seinen ersten ATP-Titel gewinnen. Bei den US Open spielte Berlocq zum ersten Mal seit über zwei Jahren wieder bei einem Grand-Slam-Turnier, er schied in der ersten Runde gegen Victor Hănescu aus. Zwei Wochen später konnte er in Todi seinen dritten Challenger-Titel in dieser Saison gewinnen. Bei den südamerikanischen Sandplatz-Challenger-Turnieren im Oktober und November 2010 gewann Berlocq zusammen mit Brian Dabul insgesamt drei Doppeltitel. Im Einzel erreichte er sechsmal hintereinander mindestens das Halbfinale, konnte jedoch keinen Titel mehr gewinnen. Zum Jahresende egalisierte Berlocq in der Weltrangliste mit Platz 66 im Einzel sowie Platz 80 im Doppel jeweils seine Bestmarken aus dem Jahr 2007.
Das Jahr 2011 begann für ihn bei den Australian Open im Einzel und Doppel mit frühen Niederlagen. Im März 2011 konnte Berlocq beim Masters-Turnier in Miami in der zweiten Runde den an Position 28 gesetzten Ernests Gulbis in drei Sätzen besiegen, bevor er sich dem Top-10-Spieler Tomáš Berdych geschlagen geben musste. Von April bis Juni kam er bei verschiedenen Turnieren nie über die zweite Runde hinaus. Beim Rasenturnier in schied er gegen Olivier Rochus in der zweiten Runde aus, in Wimbledon zum vierten Mal in der ersten Runde. Dafür konnte er aber eine Woche später in Turin durch einen Sieg über Albert Ramos Viñolas seinen ersten Challenger-Titel in diesem Jahr gewinnen, welches sein mittlerweile dritter Titel in Turin war. Im September 2011 erreichte Berlocq bei den US Open erstmals die zweite Runde, wo er auf den Weltranglistenersten Novak Đoković traf. Gegen diesen verhinderte er nur knapp einen „Triple Bagel“, als er letztlich mit 0:6, 0:6, 2:6 gegen den späteren Turniersieger verlor. Zurück auf europäischem Sandplatz gewann Berlocq in den folgenden Wochen in Todi und Palermo zwei weitere Challenger-Titel. In Moskau konnte er zusammen mit David Marrero das Finale erreichen. Zum Saisonabschluss gewann Berlocq dann in seiner Heimat Buenos Aires sowie in Montevideo die Challenger-Titel Nummer 4 und 5 in diesem Jahr. Er war damit zu dem Zeitpunkt einer von sechs Spielern, die in ihrer Karriere 14 oder mehr Challenger-Einzeltitel gewinnen konnten.

### 2012–2014: Zwei ATP-Titel und Erreichen der Top 50
Anfang 2012 erreichen Berlocq durch einen Sieg über den Qualifikanten Jesse Huta Galung erstmals die zweite Runde der Australian Open, wo er gegen Ivo Karlović ausschied. Beim folgenden Sandplatzturnier in Viña del Mar erreichte Berlocq unter anderem durch einen Dreisatzsieg über seinen an Position 2 gesetzten Landsmann Juan Ignacio Chela erstmals das Finale eines ATP-Turniers. Er traf im Endspiel mit Juan Mónaco auf einen weiteren Argentinier, gegen den er in drei Sätzen verlor. Erstmals zog er danach in die Top 50 der Weltrangliste ein. In der gleichen Woche erreichte er auch das Finale der Doppelkonkurrenz, wo er sich zusammen mit Pablo Andújar der Paarung Frederico Gil und Daniel Gimeno Traver geschlagen geben musste. Bei den folgenden Turnieren in São Paulo, Buenos Aires und Acapulco erreichte Berlocq jeweils das Viertelfinale. Dabei besiegte er zweimal den Top-20-Spieler Gilles Simon und erzielte zudem in der ersten Runde von Buenos Aires gegen Pere Riba ein kurioses Ergebnis: Nach verlorenem ersten Satz im Tie-Break gewann Berlocq die nächsten beiden Sätze jeweils mit 6:0. Zwischen März und August konnte er sich 19 Wochen in den Top 40 platzieren – Platz 37 war die höchste Position seiner gesamten Karriere. Durch schwächere Resultate in der zweiten Jahreshälfte und zu Beginn des Jahres 2013 fiel er in der Weltrangliste wieder bis auf Platz 85 zurück. Etwas überraschend kam daher im Juli 2013 in Båstad sein erster Turniersieg bei einem ATP-Turnier. Im gesamten Turnier musste er nur im Viertelfinale gegen Albert Ramos Viñolas einen Satz abgeben, das Finale gewann er gegen den Top-40-Spieler Fernando Verdasco. Dadurch konnte er sich in der Weltrangliste wieder in den Top 50 platzieren. Im Mai 2014 gelang ihm in Oeiras der zweite ATP-Turniersieg, bei dem er gleich zwei Top-10-Spieler schlagen konnte. Im Viertelfinale hatte er in zwei Sätzen Milos Raonic bezwungen; das Finale konnte er trotz des mit 0:6 verlorenen ersten Satzes noch drehen und die beiden folgenden Sätze mit 7:5 und 6:1 gegen den Weltranglisten-6. Tomáš Berdych für sich entscheiden. In Båstad erreichte er im Juli als Titelverteidiger das Halbfinale, nachdem er im Viertelfinale zuvor gegen den Weltranglisten-7. David Ferrer in zwei Sätzen gewonnen hatte – sein dritter und letzter Sieg gegen einen Top-10-Spieler. Im September gewann Berlocq in Porto Alegre gegen seinen Landsmann Diego Schwartzman den 15. Challenger-Titel seiner Karriere und war mit Rang 59 in der Folgewoche damit letztmals in den Top 60 der Weltrangliste platziert.

### 2015–2019: Letzte Jahre und Karriereende
An die Erfolge der Jahre 2013 und 2014 konnte Berlocq in den Folgejahren nicht mehr anknüpfen. Ab Mai 2015 war er über ein Jahr lang nicht mehr in den Top 100 platziert und spielte weitestgehend nur noch auf Challenger-Ebene. Durch einige gute Ergebnisse und zwei Turniersiege dort stieg er ab Mitte 2016 aber wieder in die Top 100 auf. Im Juli 2016 erreichte er in Umag und als Wildcard-Inhaber im Februar 2017 in Buenos Aires jeweils das Halbfinale der dortigen ATP-250-Turniere, sodass er sich in der ersten Jahreshälfte 2017 nochmals für 14 Wochen in den Top 70 platzieren konnte. Nach erfolgreicher Qualifikation erreichte er bei den beiden Masters-Turnieren von Monte Carlo und Rom die zweite Runde. Im September 2017 war Berlocq letztmals in den Top 100 platziert und fiel danach – obwohl er 2017 und 2018 noch zwei Challenger-Turniere gewinnen konnte – in der Weltrangliste immer weiter zurück. Ende 2019 gab er deshalb seinen Rücktritt bekannt, nachdem er in der Saison kein Match auf der ATP Tour gewinnen konnte und auch bei Challengers nie über die zweite Runde hinausgekommen war.

## Davis Cup
2012 wurde Carlos Berlocq erstmals in die argentinische Davis-Cup-Mannschaft berufen, als Argentinien im Halbfinale auf Tschechien traf. Er spielte bis 2017 in elf Begegnungen für sein Land und seine Bilanz ist mit 10:10 ausgeglichen. Er war auch Teil des Teams, das 2016 den Titel gewann.

## Erfolge
| Legende (Anzahl der Siege)                      |
| Grand Slam                                      |
| ATP World Tour Finals                           |
| ATP World Tour Masters 1000                     |
| ATP World Tour 500                              |
| ATP International Series ATP World Tour 250 (4) |
| ATP Challenger Tour (28)                        |

| ATP-Titel nach Belag |
| Hartplatz (0)        |
| Sand (4)             |
| Rasen (0)            |

### Einzel

#### Turniersiege

##### ATP World Tour
| Nr. | Datum         | Turnier | Belag | Finalgegner       | Ergebnis      |
| --- | ------------- | ------- | ----- | ----------------- | ------------- |
| 1.  | 14. Juli 2013 | Båstad  | Sand  | Fernando Verdasco | 7:5, 6:1      |
| 2.  | 4. Mai 2014   | Oeiras  | Sand  | Tomáš Berdych     | 0:6, 7:5, 6:1 |

##### ATP Challenger Tour
| Nr. | Datum              | Turnier            | Belag | Finalgegner          | Ergebnis              |
| --- | ------------------ | ------------------ | ----- | -------------------- | --------------------- |
| 1.  | 29. Mai 2005       | Turin (1)          | Sand  | Alessio di Mauro     | 7:5, 6:1              |
| 2.  | 21. August 2005    | Cordenons          | Sand  | Jérôme Haehnel       | 7:64, 6:4             |
| 3.  | 27. November 2005  | Buenos Aires       | Sand  | Diego Hartfield      | 7:5, 3:6, 6:4         |
| 4.  | 26. November 2006  | Naples             | Sand  | Pablo Cuevas         | 6:3, 7:5              |
| 5.  | 25. März 2007      | Barletta           | Sand  | Werner Eschauer      | 3:6, 7:67, 2:0 aufgg. |
| 6.  | 8. Juli 2007       | Turin (2)          | Sand  | Boris Pašanski       | 6:4, 6:2              |
| 7.  | 27. Juni 2010      | Reggio nell’Emilia | Sand  | Pablo Andújar        | 6:0, 7:61             |
| 8.  | 11. Juli 2010      | San Benedetto      | Sand  | Daniel Gimeno Traver | 6:3, 4:6, 6:4         |
| 9.  | 19. September 2010 | Todi (1)           | Sand  | Marcel Granollers    | 6:4, 6:3              |
| 10. | 3. Juli 2011       | Turin (3)          | Sand  | Albert Ramos Viñolas | 6:4, 6:3              |
| 11. | 18. September 2011 | Todi (2)           | Sand  | Filippo Volandri     | 6:3, 6:1              |
| 12. | 10. Oktober 2011   | Palermo            | Sand  | Adrian Ungur         | 6:1, 6:1              |
| 13. | 13. November 2011  | Argentinien        | Sand  | Gastão Elias         | 6:1, 7:63             |
| 14. | 20. November 2011  | Montevideo         | Sand  | Máximo González      | 6:2, 7:5              |
| 15. | 28. September 2014 | Porto Alegre       | Sand  | Diego Schwartzman    | 6:4, 4:6, 6:0         |
| 16. | 11. Oktober 2015   | São Paulo          | Sand  | Kimmer Coppejans     | 6:3, 6:1              |
| 17. | 19. Juni 2016      | Blois              | Sand  | Steve Darcis         | 6:2, 6:0              |
| 18. | 26. November 2017  | Rio de Janeiro     | Sand  | Jaume Munar          | 6:4, 2:6, 3:0 aufgg.  |
| 19. | 7. April 2018      | Panama-Stadt       | Sand  | Blaž Rola            | 6:2, 6:0              |

#### Finalteilnahmen
| Nr. | Datum           | Turnier      | Belag | Finalgegner | Ergebnis       |
| --- | --------------- | ------------ | ----- | ----------- | -------------- |
| 1.  | 5. Februar 2012 | Viña del Mar | Sand  | Juan Mónaco | 3:6, 7:61, 1:6 |

### Doppel

#### Turniersiege

##### ATP World Tour
| Nr. | Datum          | Turnier   | Belag | Partner         | Finalgegner                        | Ergebnis         |
| --- | -------------- | --------- | ----- | --------------- | ---------------------------------- | ---------------- |
| 1.  | 18. Juli 2010  | Stuttgart | Sand  | Eduardo Schwank | Christopher Kas Philipp Petzschner | 7:65, 7:66       |
| 2.  | 8. August 2015 | Kitzbühel | Sand  | Nicolás Almagro | Robin Haase Henri Kontinen         | 5:7, 6:3, [11:9] |

##### ATP Challenger Tour
| Nr. | Datum             | Turnier            | Belag     | Partner                  | Finalgegner                         | Ergebnis           |
| --- | ----------------- | ------------------ | --------- | ------------------------ | ----------------------------------- | ------------------ |
| 1.  | 7. August 2005    | Trani              | Sand      | Cristian Villagrán       | Giorgio Galimberti Irakli Labadse   | 4:6, 6:2, 6:4      |
| 2.  | 11. November 2007 | Asunción           | Sand      | Martín Vassallo Argüello | Adrián García Bartolomé Salvá Vidal | 7:5, 6:75, [13:11] |
| 3.  | 6. Juli 2008      | Turin (1)          | Sand      | Frederico Gil            | Tomáš Cibulec Jaroslav Levinský     | 6:4, 6:3           |
| 4.  | 11. Januar 2009   | São Paulo          | Hartplatz | Leonardo Mayer           | Mariano Hood Horacio Zeballos       | 7:61, 6:3          |
| 5.  | 4. Juli 2010      | Turin (2)          | Sand      | Frederico Gil            | Daniele Bracciali Potito Starace    | 6:3, 7:65          |
| 6.  | 2. Oktober 2010   | Montevideo         | Sand      | Brian Dabul              | Máximo González Sebastián Prieto    | 7:5, 6:3           |
| 7.  | 10. Oktober 2010  | Buenos Aires III   | Sand      | Brian Dabul              | Jorge Aguilar Federico Delbonis     | 6:3, 6:2           |
| 8.  | 28. November 2010 | Buenos Aires I (1) | Sand      | Brian Dabul              | Andrés Molteni Guido Pella          | 7:64, 6:3          |
| 9.  | 13. November 2011 | Buenos Aires I (2) | Sand      | Eduardo Schwank          | Marcel Felder Jaroslav Pospíšil     | 6:71, 6:4, [10:7]  |

#### Finalteilnahmen
| Nr. | Datum            | Turnier      | Belag         | Partner              | Finalgegner                        | Ergebnis          |
| --- | ---------------- | ------------ | ------------- | -------------------- | ---------------------------------- | ----------------- |
| 1.  | 20. Juli 2008    | Umag         | Sand          | Fabio Fognini        | Michal Mertiňák Petr Pála          | 6:2, 3:6, [5:10]  |
| 2.  | 23. Oktober 2011 | Moskau       | Hartplatz (i) | David Marrero        | František Čermák Filip Polášek     | 3:6, 1:6          |
| 3.  | 5. Februar 2012  | Viña del Mar | Sand          | Pablo Andújar        | Frederico Gil Daniel Gimeno Traver | 6:1, 5:7, [10:12] |
| 4.  | 7. Oktober 2012  | Peking       | Hartplatz     | Denis Istomin        | Bob Bryan Mike Bryan               | 3:6, 2:6          |
| 5.  | 14. Juli 2013    | Båstad       | Sand          | Albert Ramos Viñolas | Nicholas Monroe Simon Stadler      | 2:6, 6:3, [3:10]  |